# Jupiter Sign
Jupiter Sign è il quarto album in studio del gruppo pop svedese Secret Service, pubblicato nel 1984 per l'etichetta discografica Sonet Records.

## Tracce
Tutte le tracce sono state scritte da Tim Norell e Oson, eccetto dove indicato.
1. Jupiter Sign (Norell, Björn Håkansson) - 4:54
2. Love Cannot Be Wrong - 2:52
3. Visions of You - 3:09
4. Heart Companion (Norell, Håkansson) - 3:04
5. Do It (Tim Norell, Håkansson) - 3:31
6. Jo-Anne Jo-Anne - 3:21
7. Night Cafe - 3:27
8. All I Want to Do - 3:30
9. Will You Be Near Me - 4:11
10. Miss Marple (Tim Norell, Håkansson) - 3:27

## Formazione
- Ola Håkansson - voce
- Tim Norell - tastiere, voce
- Ulf Wahlberg - tastiere, voce
- Tonny Lindberg - chitarra
- Leif Paulsen - basso
- Leif Johansson - batteria

Collaboratori
- Otitis - cori in Will You Be Near Me

Tecnici
- Acke Gårdebäck - tecnico del suono
- Leif Paulsen - assistente tecnico